# Cygwin
Cygwin er en samling af gratis softwareværktøjer, originalt udviklet af Cygnus Solutions for at tillade forskellige versioner af Microsoft Windowsprogrammer til at opføre sig som et UNIX-system.
Det fokuserer hovedsagligt på at porte software der kører på POSIX-systemer (såsom Linux-systemer, BSD-systemer, og UNIX-systemer) til at køre i Windows med en lille smule mere end et recompile. 
Programmer porteret med cygwin virker bedst på Windows NT, Windows 2000, Windows XP, Windows Vista og Windows Server 2003, men nogle kan køre acceptabelt på Windows 95 og Windows 98. Cygwin bliver for tiden holdt ved lige af nogle medarbejdere fra Red Hat og andre.
Programmet er frigivet under GNU General Public License og er fri software.